# La Plaine Saint-Paul
La Plaine Saint-Paul, ou simplement La Plaine, est un lieu-dit de l'île de La Réunion, département et région d'outre-mer français dans le sud-ouest de l'océan Indien. Elle constitue un quartier de la commune de Saint-Paul au nord du territoire communal et au nord-est du centre-ville.